# Sống trà trộn

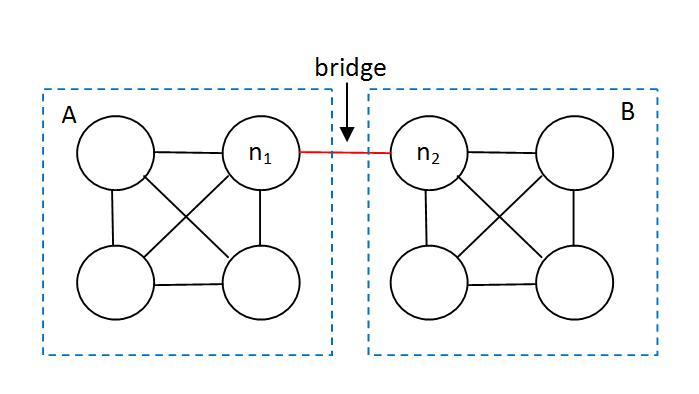
Một mối liên kết (bridge) giữa hai người không có quan hệ nào trước đó đã dẫn đến việc sống trà trộn.

Sống trà trộn (tiếng Anh: intermingling), từ góc nhìn xã hội học, thì bao gồm đa dạng các hình thức tương tác giữa các cá nhân mà đi ngược lại những chuẩn mực văn hóa của một xã hội tiêu biểu. Những mối quan hệ này xuất phát từ sự ràng buộc yếu ớt hoặc cố lơ đãng đi giữa các cá nhân, tức là đối nghịch với sự ràng buộc chặt chẽ giữa các cá nhân và nó hình thành nên các hội nhóm của những người biết ít hoặc chẳng biết gì về người khác. Ta có các ví dụ như: sự trao đổi tiếp xúc, tình tứ nơi làm việc, hẹn hò xuyên văn hóa.